# Medal Zwycięstwa (Brazylia)
Medal Zwycięstwa (port. Medalha da Vitória) – brazylijskie cywilne odznaczenie ustanowione 23 marca 2004.
Medal jest przyznawany zarówno wojskowym, jak i cywilom, personelowi brazylijskich sił zbrojnych, żandarmerii wojskowej i strażakom, a także żołnierzom wojsk zagranicznych, organizacjom wojskowym i państwowym instytucjom cywilnym, którzy/które:
1. przyczynili/przyczyniły się do upowszechnienia dorobku byłych kombatantów w czasie II wojny światowej;
2. uczestniczyli/uczestniczyły w konfliktach międzynarodowych w obronie interesów kraju;
3. integrowali/integrowały misje pokojowe;
4. wybitnie się zasłużyli/zasłużyły;
5. wspierali/wspierały ministerstwo obrony w wypełnianiu jego konstytucyjnych misji.

W brazylijskiej kolejności starszeństwa odznaczeń medal zajmuje miejsce bezpośrednio po lotniczym Krzyżu Wybitnej Służby, a przed Medalem Zasługi Szefa Połączonych Sztabów Sił Zbrojnych.